# Simpósio Brasileiro de Computação Musical
O Simpósio Brasileiro de Computação Musical, comumente abreviado para SBCM, é um vento bienal que tem o objetivo de reunir pesquisadores, professores, estudantes, musicistas, representantes da indústria e curiosos no campo de computação musical, de modo a compartilharem ideias e trabalhos sobre os desenvolvimentos recentes nas áreas de processamento de som e música, recuperação da informação musical, musicologia mediada por computadores, desempenho multimídia e diversas outras relacionadas à arte, ciência e tecnologia.
Durante o evento são ofertadas palestras, apresentações orais de artigos técnicos e artísticos, sessões de discussões sobre o estado da arte na computação musical, workshops, mesas redondas e concertos, o que permite diversas formas de interação e colaboração entre os participantes.
Desde os seus primórdios, o simpósio foca em experimentos eletroacústicos, sistemas complexos de geração sonora e interfaces humano-máquina. Entretanto, o tema específico de cada edição abre espaço para uma discussão interdisciplinar, abrangendo campos como matemática, criatividade, realidade virtual e aumentada, internet das coisas musicais, estética, redes sociais e muitas outras.
O evento é realizado pela Comissão Especial de Computação Musical da Sociedade Brasileira de Computação (SBC) e apresenta caráter itinerante, permitindo que diversos pesquisadores espalhados pelo país possam participar.

## Tópicos de Interesse
Geralmente, o SBCM recebe contribuições originais nas áreas de ciência da computação, engenharia e música. No entanto, os autores conseguem incluir trabalhos que vão além dos tópicos listados.
- Inteligência artificial, A-Life e música evolucionária
- Computação musical e processos criativos
- Gesto e movimento na música
- Expressividade musical
- Novas interfaces para expressão musical
- Recuperação da informação musical
- Musicologia mediada por computadores
- Análise e síntese musical
- Percepção musical, psicoacústica e cognição
- Sistemas interativos em tempo real
- Softwares e linguagens de programação orientadas para a música
- Música, sociedade e tecnologia

## Edições Anteriores
O SBCM teve sua primeira edição realizada em Caxambu, Minas Gerais. Ele foi realizado de forma anual até 2001, quando aderiu o formato que persiste até hoje, com o evento sendo realizado a cada dois anos. A seguir, consta uma lista com todas as edições e suas respectivas sedes até o presente momento:
- 17º SBCM (2019) - São João del-Rei, Minas Gerais
- 16º SBCM (2017) - São Paulo, São Paulo
- 15º SBCM (2015) - Campinas, São Paulo
- 14º SBCM (2013) - Brasília, Distrito Federal
- 13º SBCM (2011) - Vitória, Espírito Santo
- 12º SBCM (2009) - Recife, Pernambuco
- 11º SBCM (2007) - São Paulo, São Paulo
- 10º SBCM (2005) - Belo Horizonte, Minas Gerais
- 9º SBCM (2003) - Campinas, São Paulo
- 8º SBCM (2001) - Fortaleza, Ceará
- 7º SBCM (2000) - Curitiba, Paraná
- 6º SBCM (1999) - Rio de Janeiro, Rio de Janeiro
- 5º SBCM (1998) - Belo Horizonte, Minas Gerais
- 4º SBCM (1997) - Brasília, Distrito Federal
- 3º SBCM (1996) - Recife, Pernambuco
- 2º SBCM (1995) - Canela, Rio Grande do Sul
- 1º SBCM (1994) - Caxambu, Minas Gerais

A 18º edição do SBCM irá ocorrer entre os dias 24 e 27 de outubro de 2021. Será sediada em Recife, mas devido às restrições causadas pela pandemia de Covid-19, o evento será realizado em ambiente virtual.